# Rejolla Valley
Rejolla Valley är ett vattendrag i Belize.   Det ligger i distriktet Orange Walk, i den centrala delen av landet, 50 km nordväst om huvudstaden Belmopan.
I omgivningarna runt Rejolla Valley växer i huvudsak städsegrön lövskog. Runt Rejolla Valley är det glesbefolkat, med 10 invånare per kvadratkilometer.